# 佩尔泽氏菌属
佩尔泽氏菌属为微球菌科的一个属。该属的模式种为（Pelczaria aurantia）。
佩尔泽氏菌属是考克氏菌属（Kocuria）的异名。

## 下属物种
- Pelczaria aurantia Poston, 1994